# Plocamione pachysclera
Plocamione pachysclera är en svampdjursart som först beskrevs av Claude Lévi 1983.  Plocamione pachysclera ingår i släktet Plocamione och familjen Raspailiidae.
Artens utbredningsområde är havet kring Nya Kaledonien. Inga underarter finns listade i Catalogue of Life.